# Euthalia phemius
Euthalia phemius (tên tiếng Anh là White-Edged Blue Baron) là một loài bướm ngày thuộc họ Nymphalidae. Nó được tìm thấy ở Sikkim, Assam, Myanmar, vùng Hoa Nam của Trung Quốc và Hồng Kông.

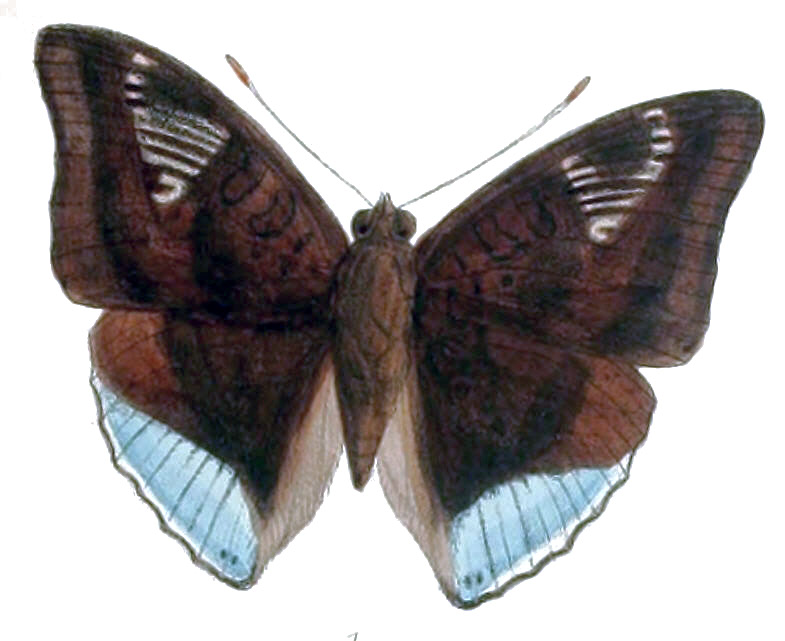

## Hình ảnh

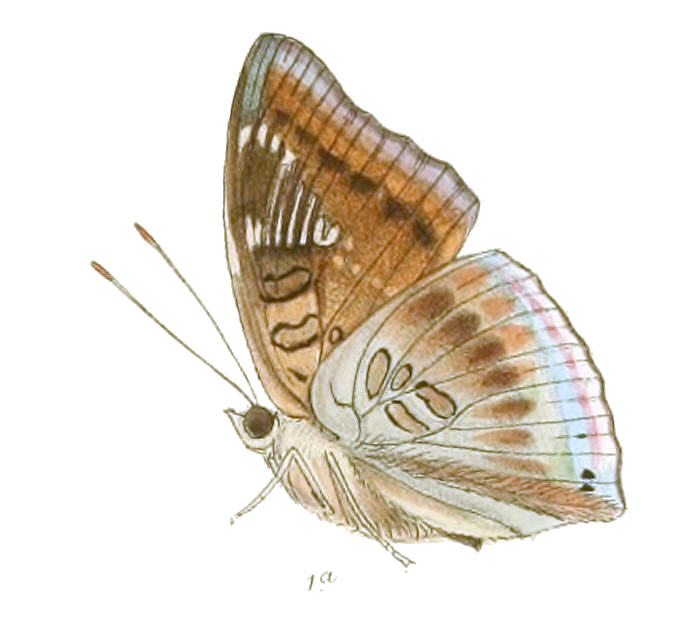
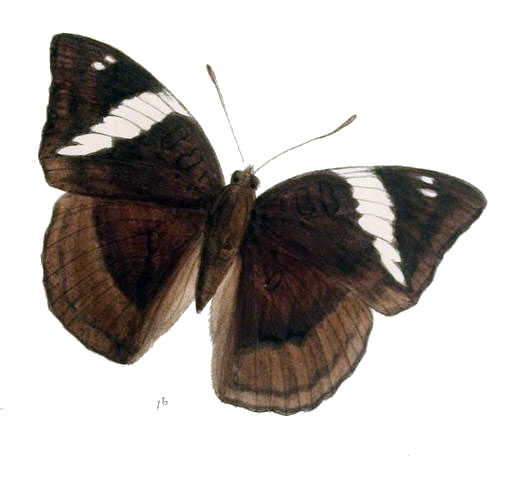
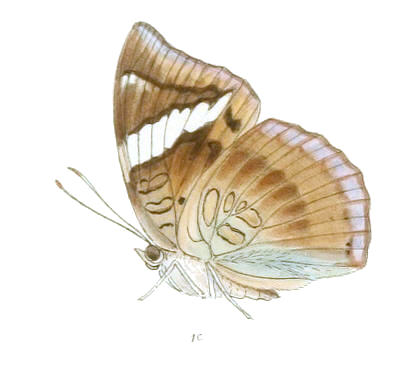